# 國立電影博物館
國立電影博物館（義大利語：Museo nazionale del Cinema）是位於義大利都靈的一座以電影為展示主題的博物館。

## 历史
博物館開業於1958年，在1983年一度關閉。2000年，博物館在安托內利尖塔再次開業。博物館同時還設有附屬的圖書館。2008年，有532,196名遊客參觀了國立電影博物館。

## 画廊

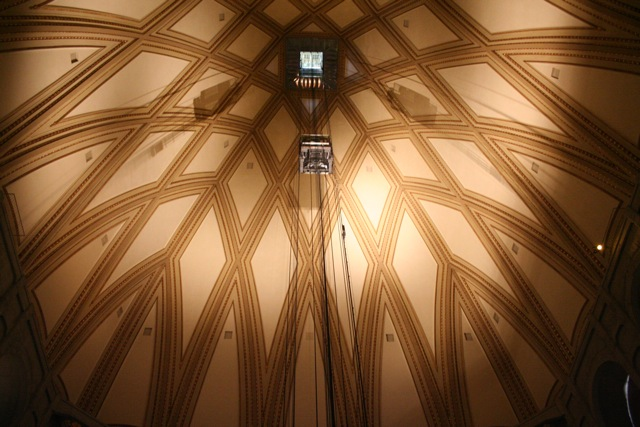
安托内利尖塔全景电梯
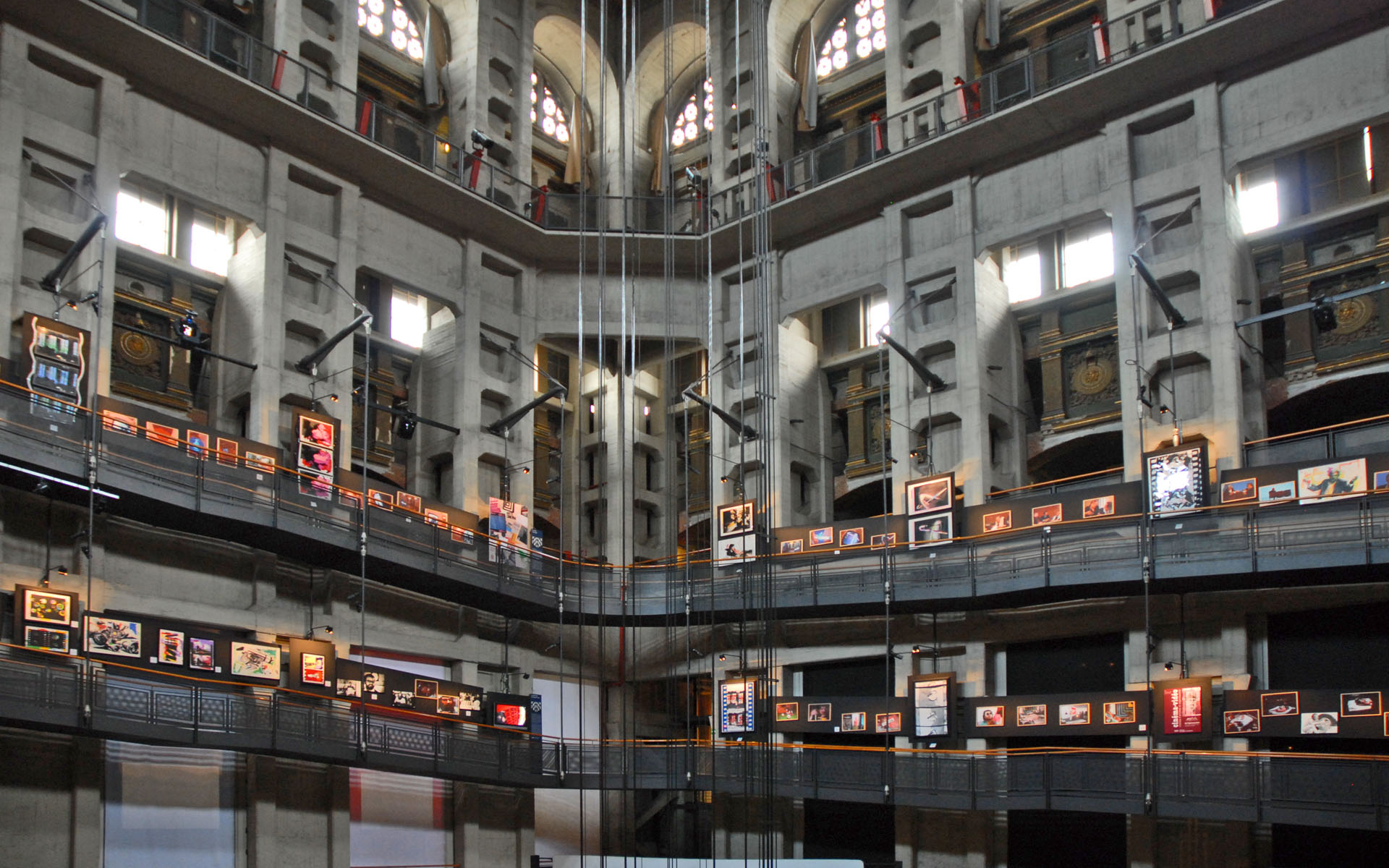
内部
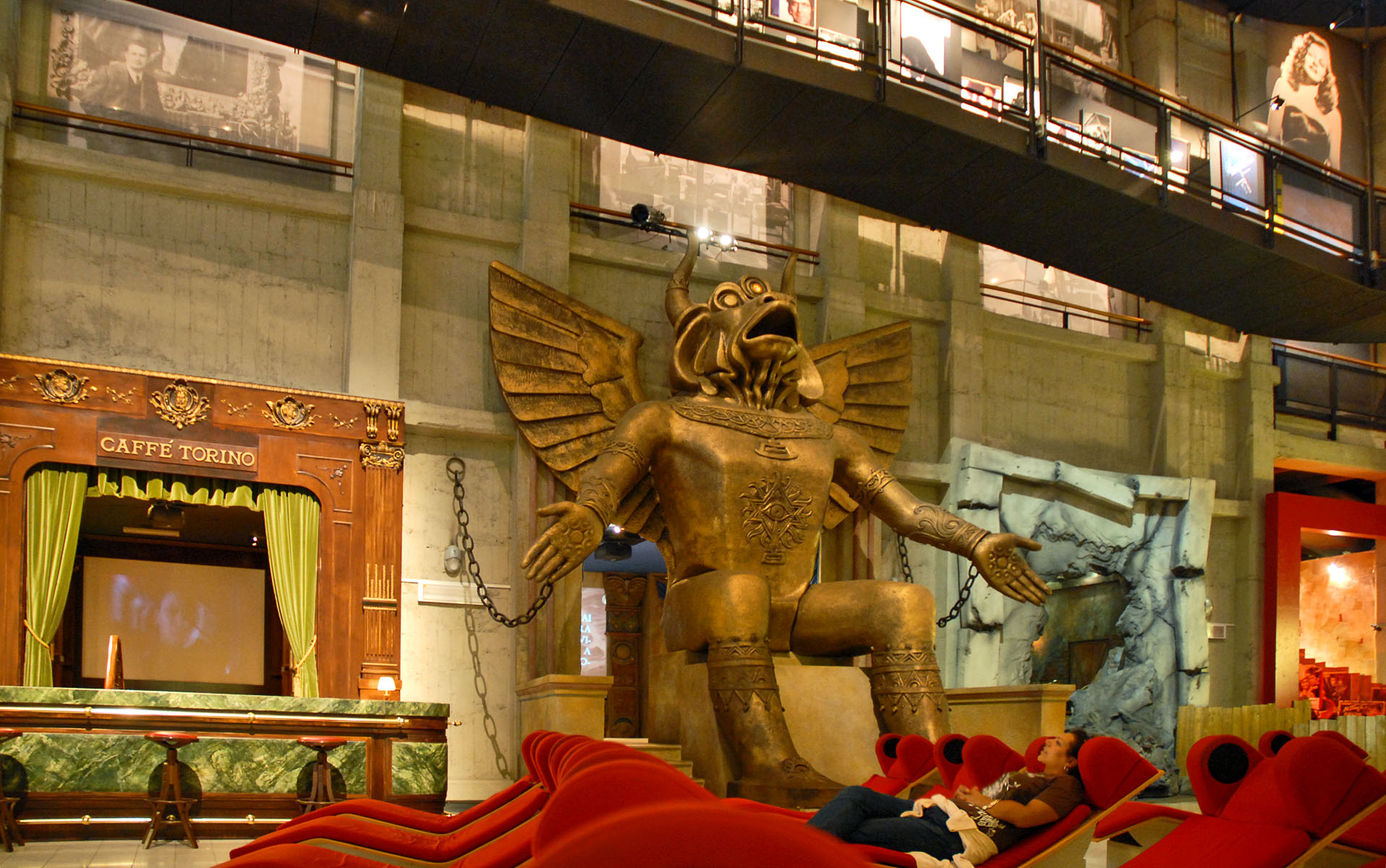
乔瓦尼·帕斯特洛纳电影"卡比利亚"中的摩洛
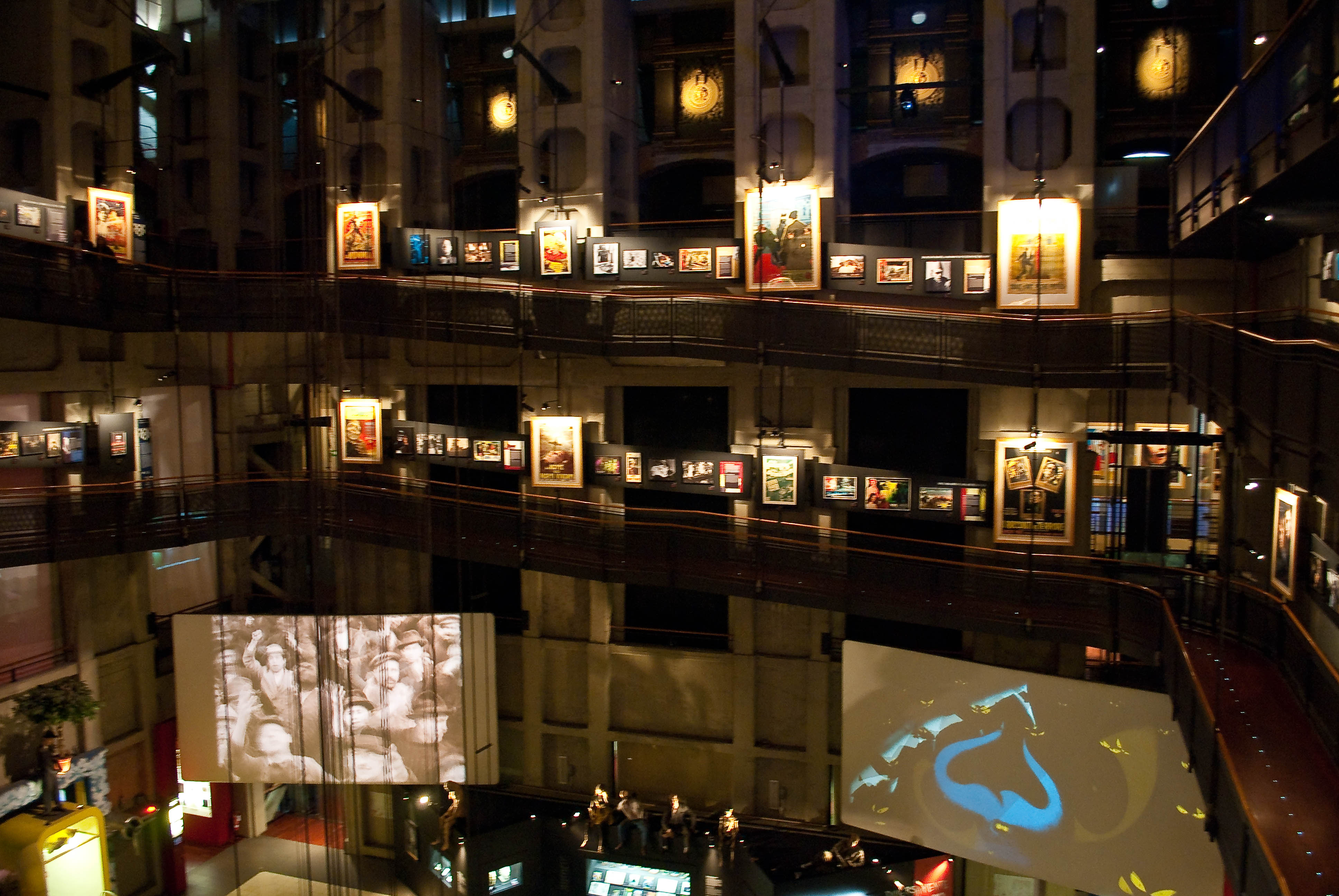
圆形大厅
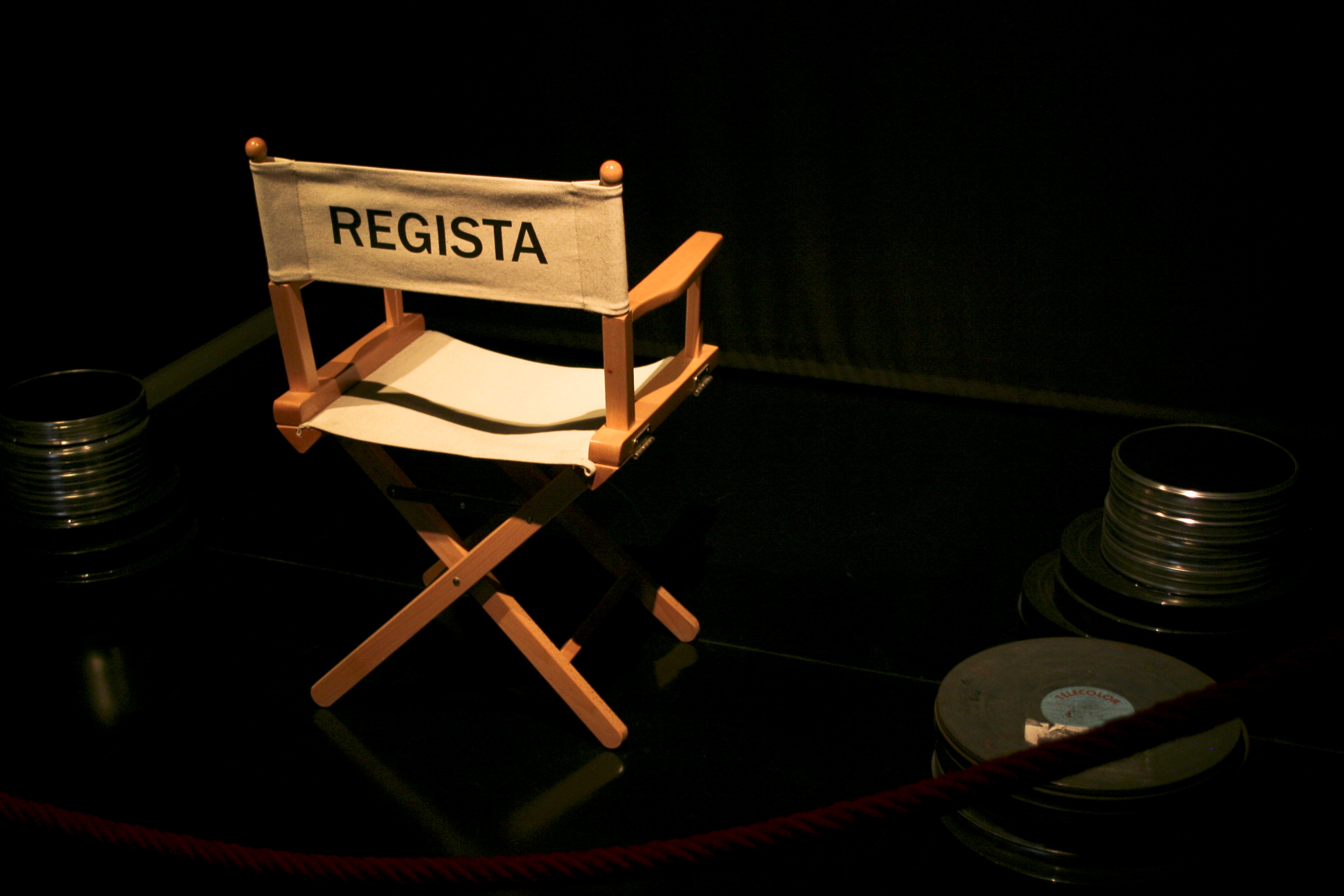
导演椅子
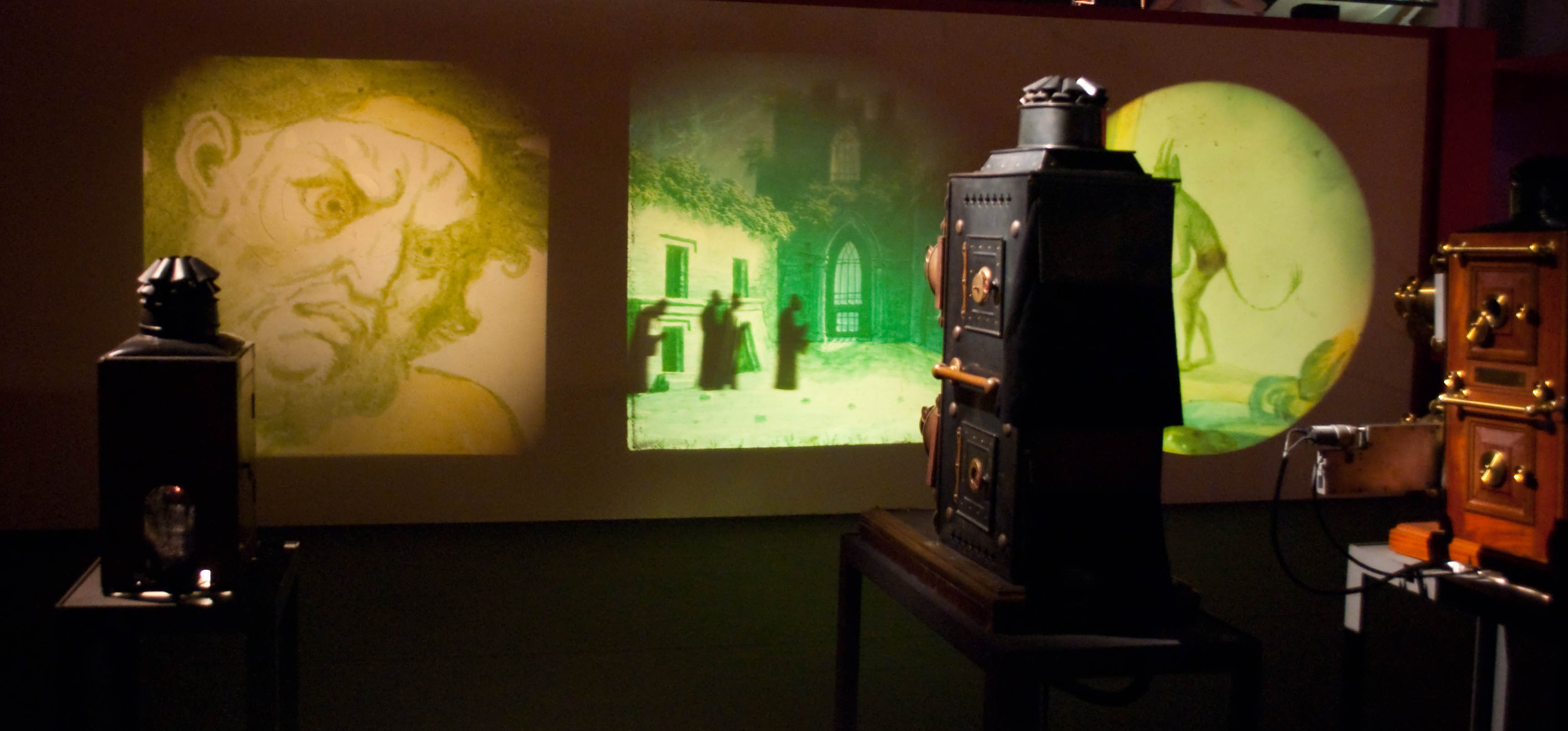
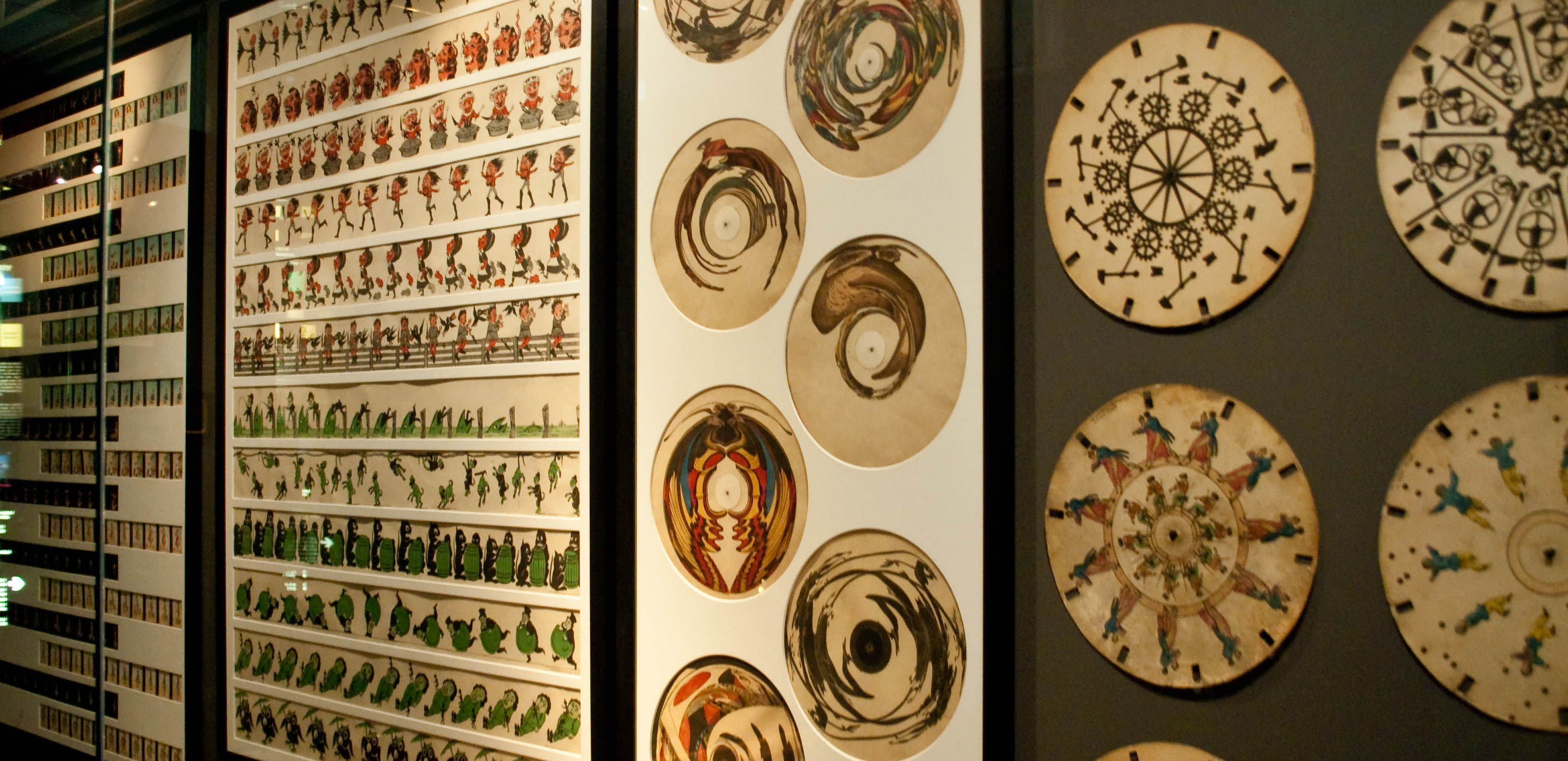
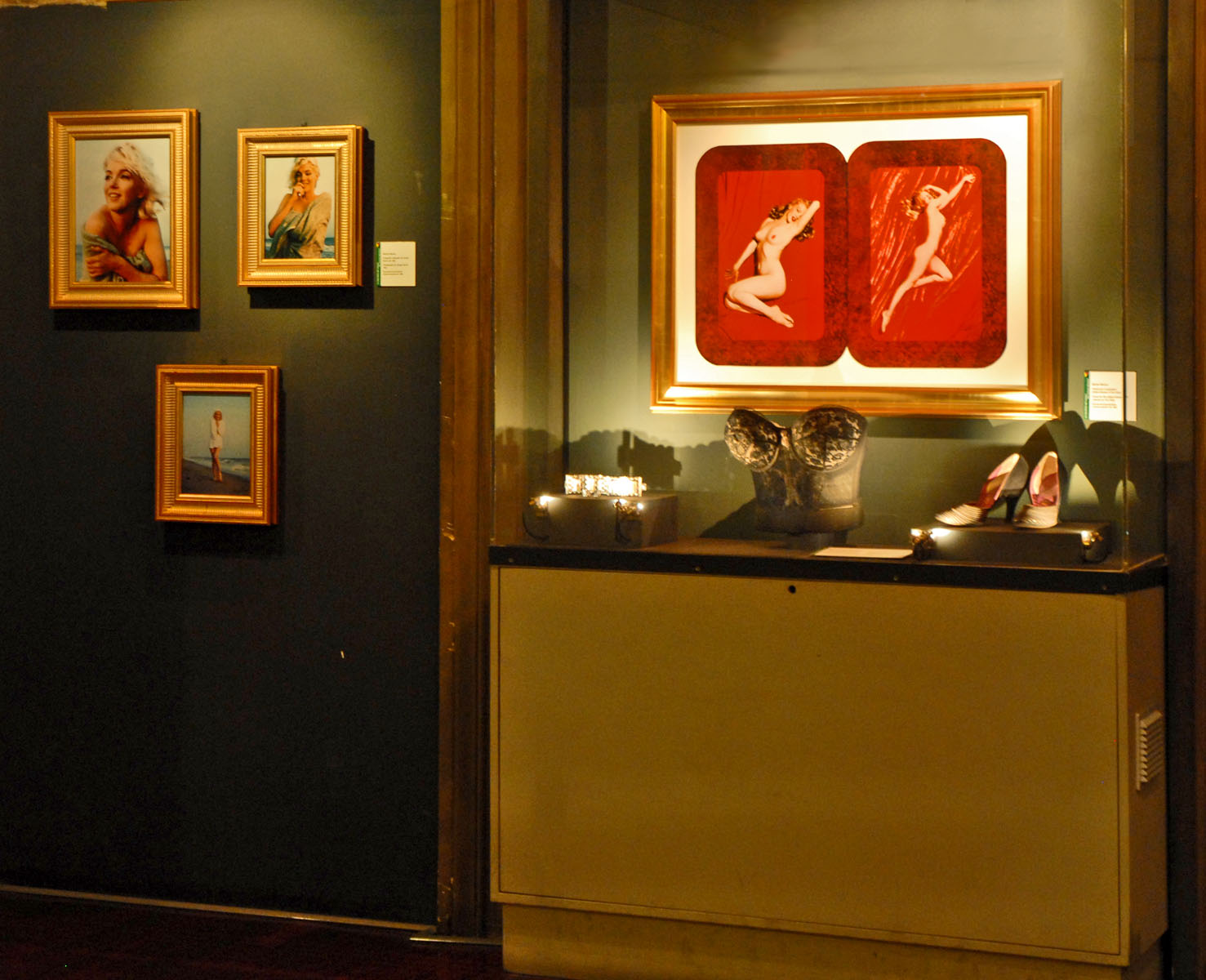
玛丽莲·梦露的照片和物件
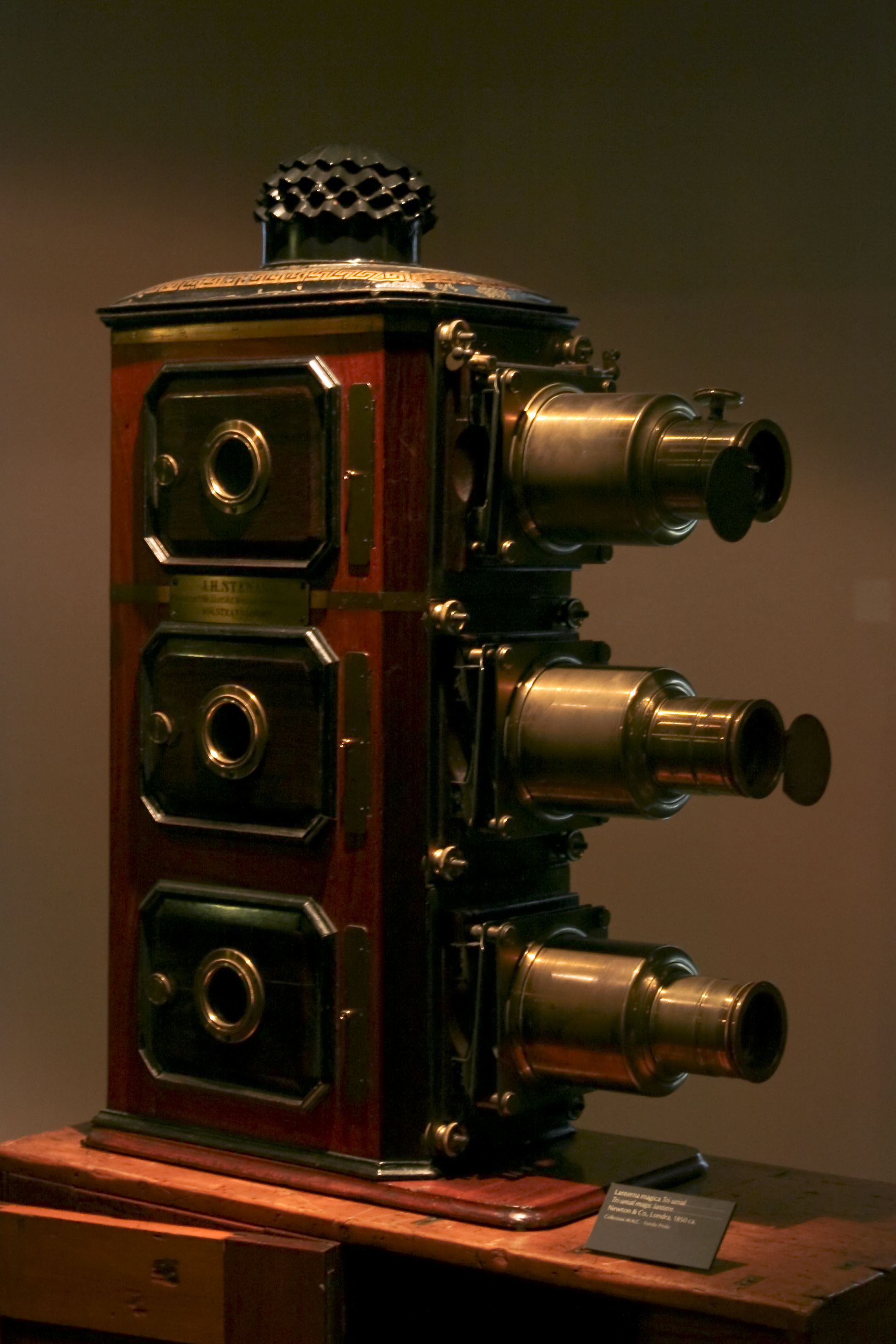
幻灯机
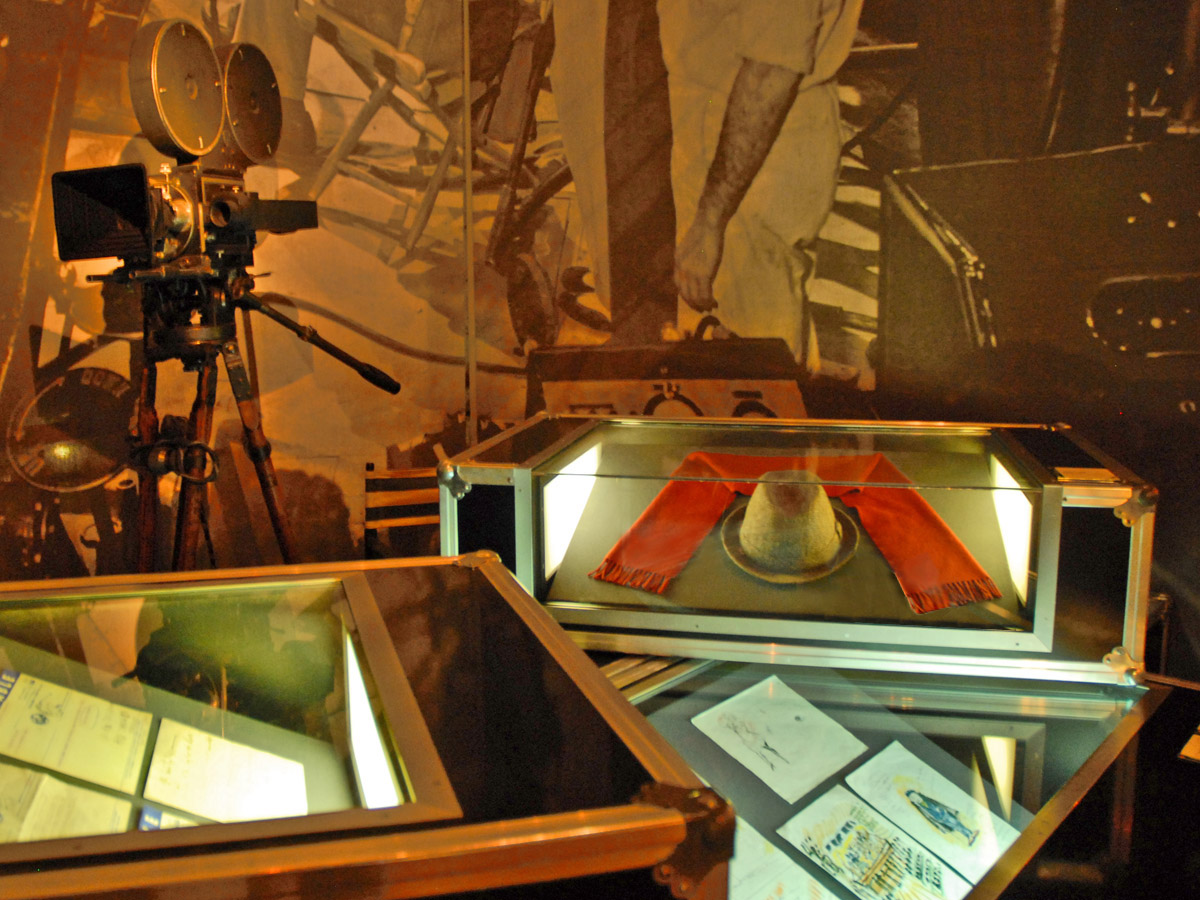
费德里柯·费里尼的帽子，红围巾，绘画和信件
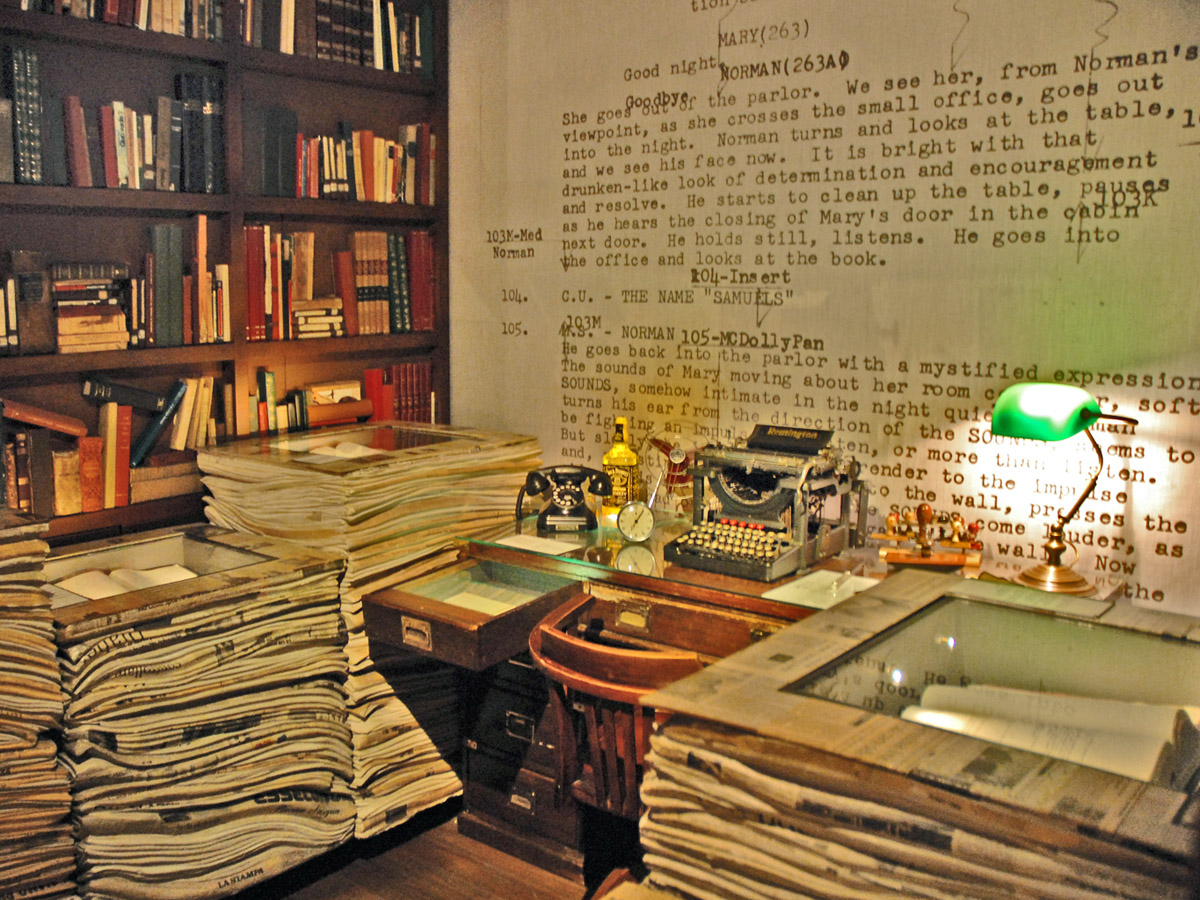
伍迪·艾伦空间纪念场景
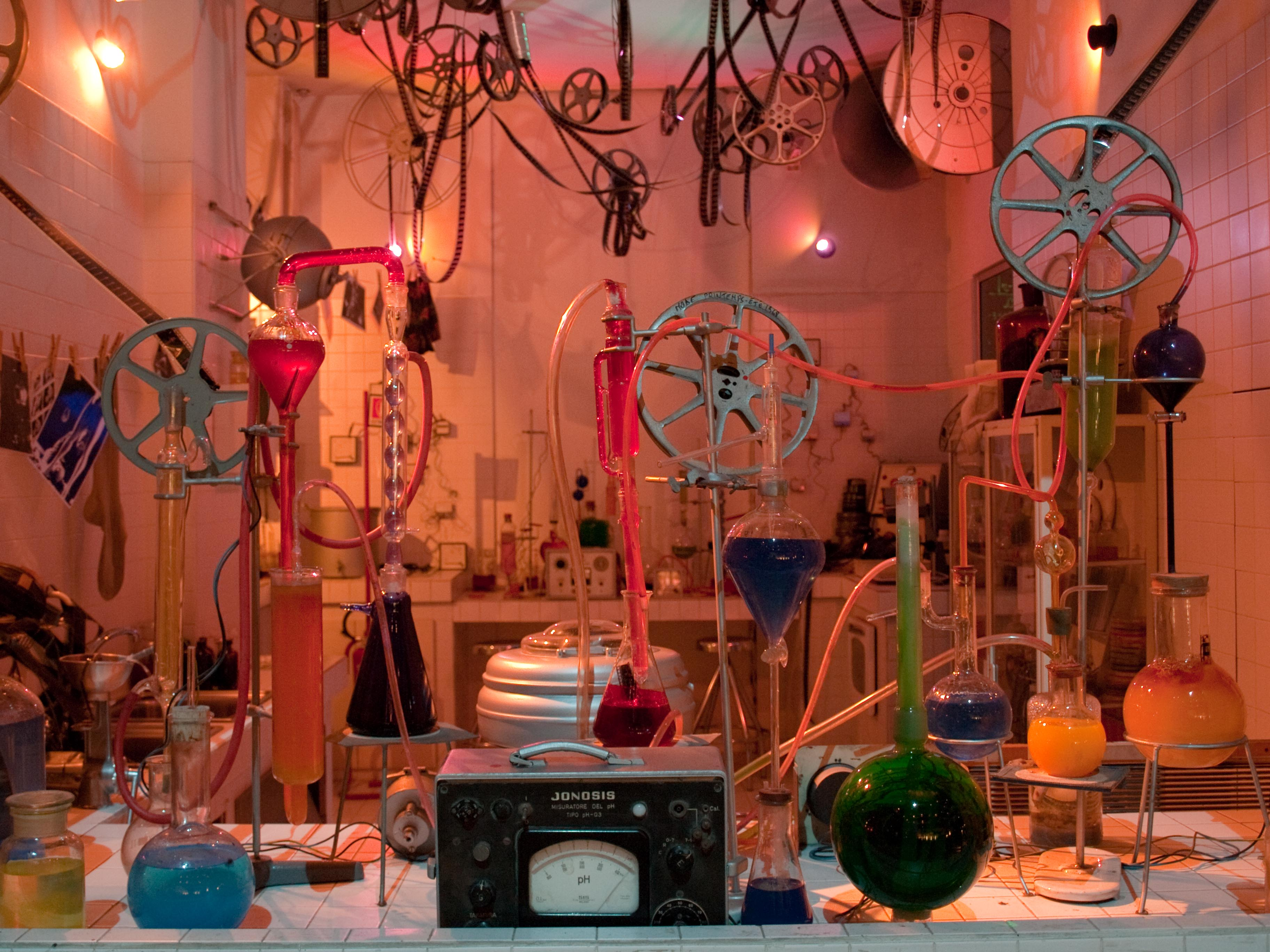
红色实验室
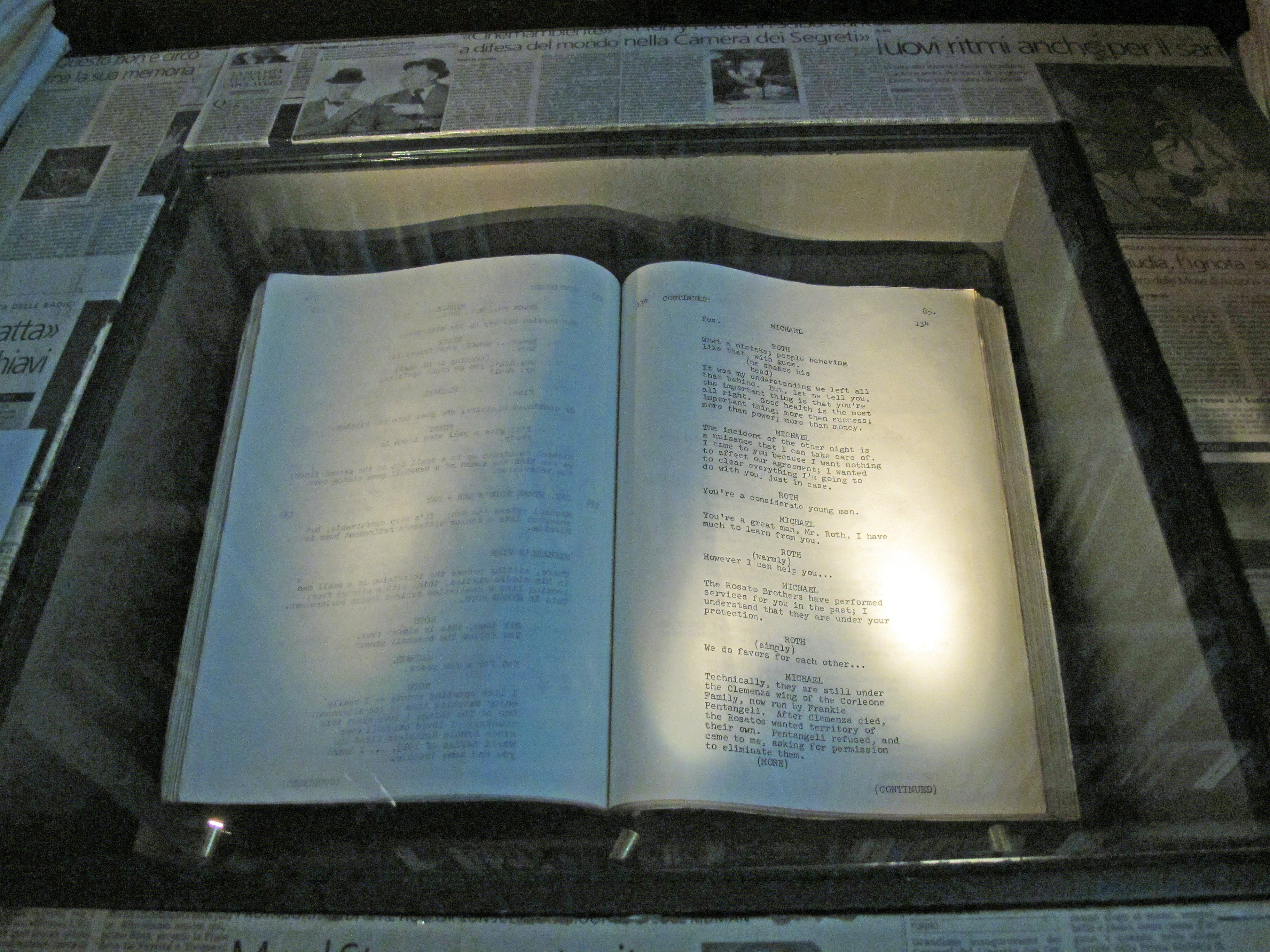
教父 (电影)剧本
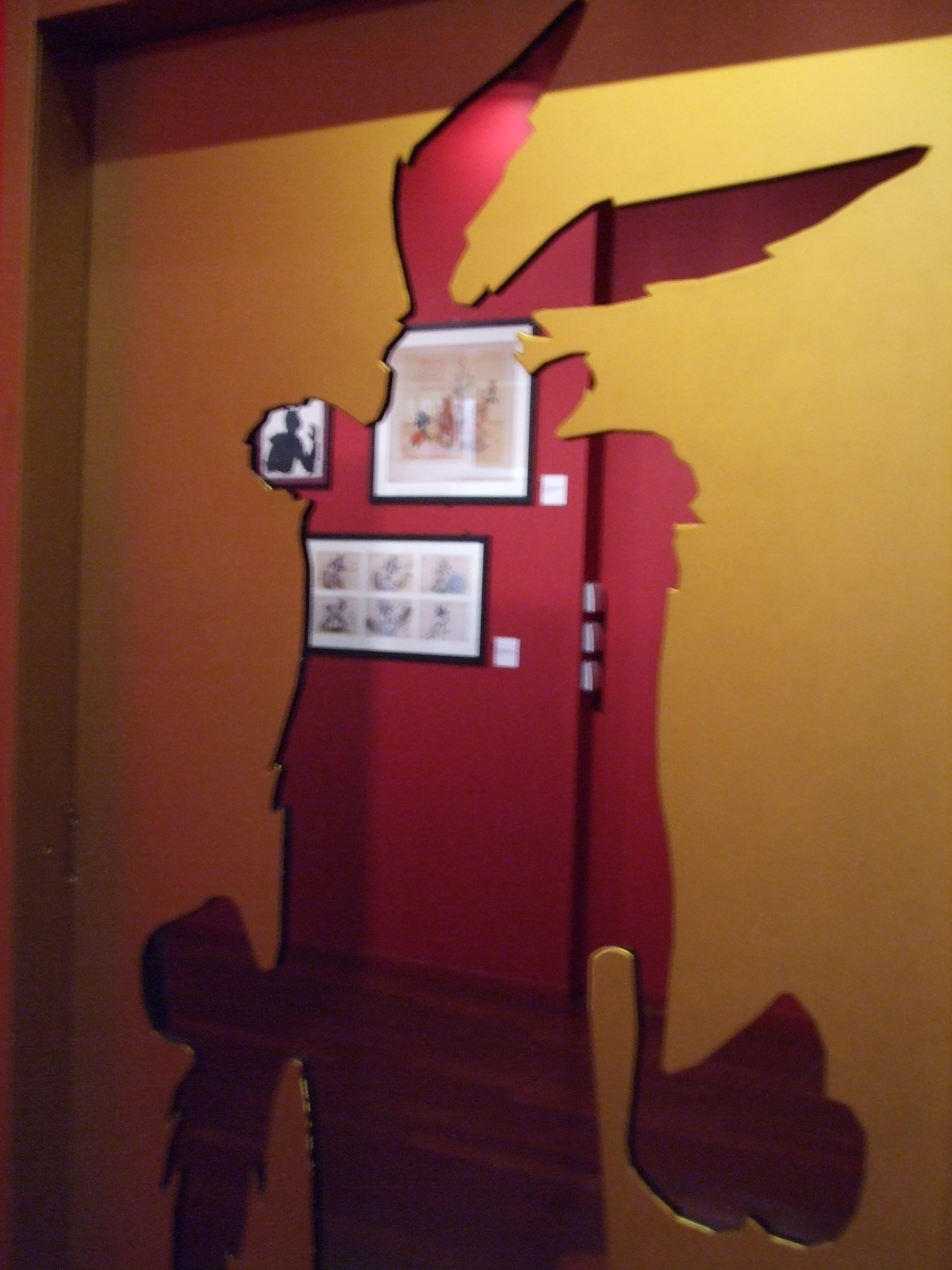
威利狼与哔哔鸟
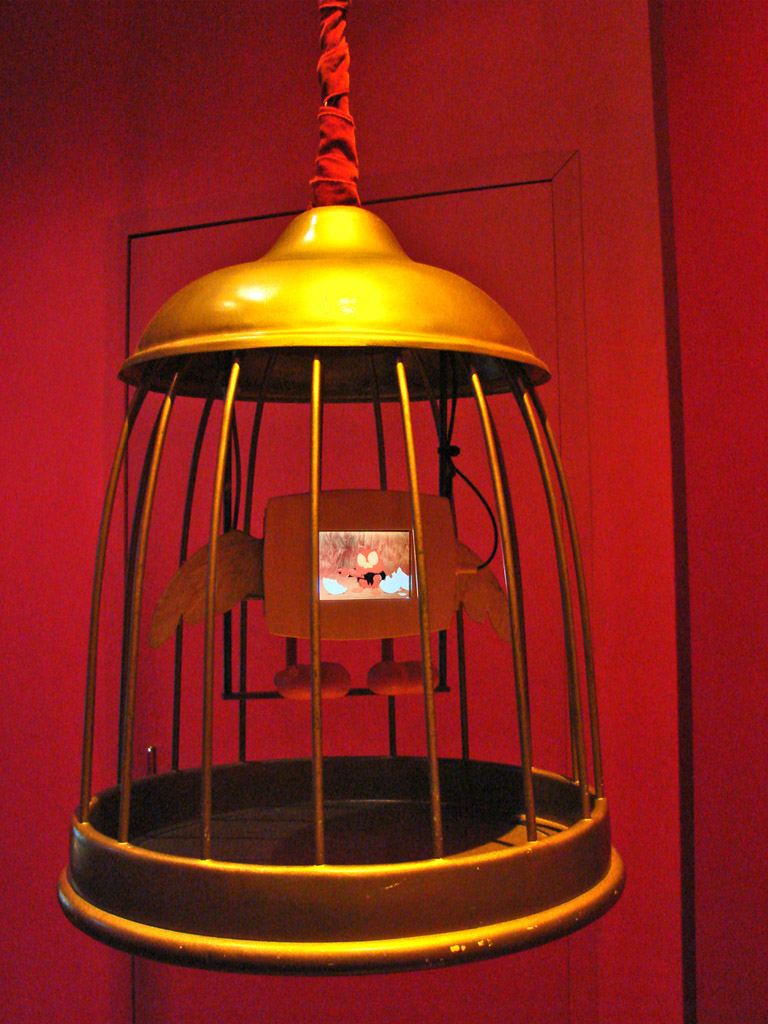
崔弟的笼子
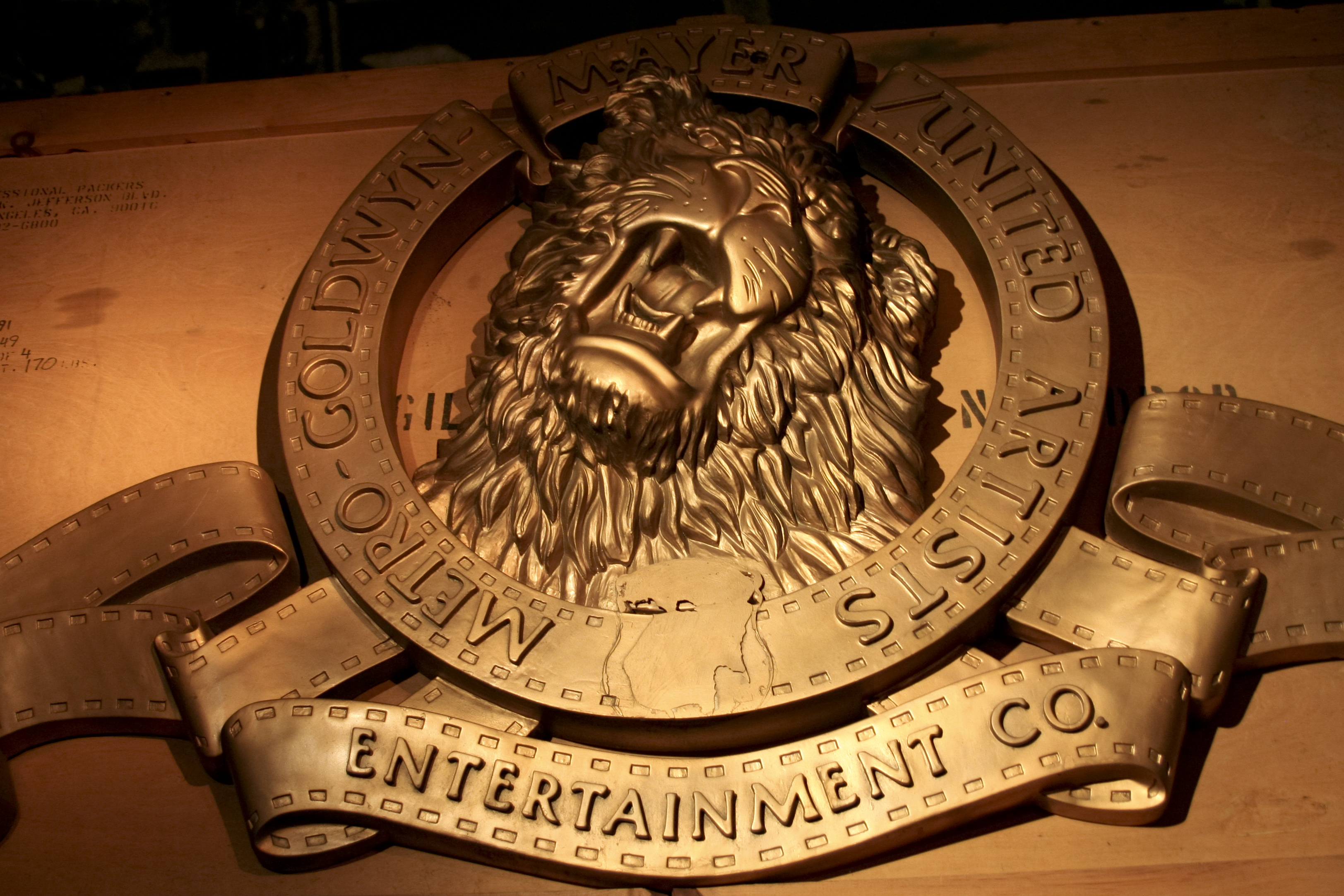
米高梅的logo
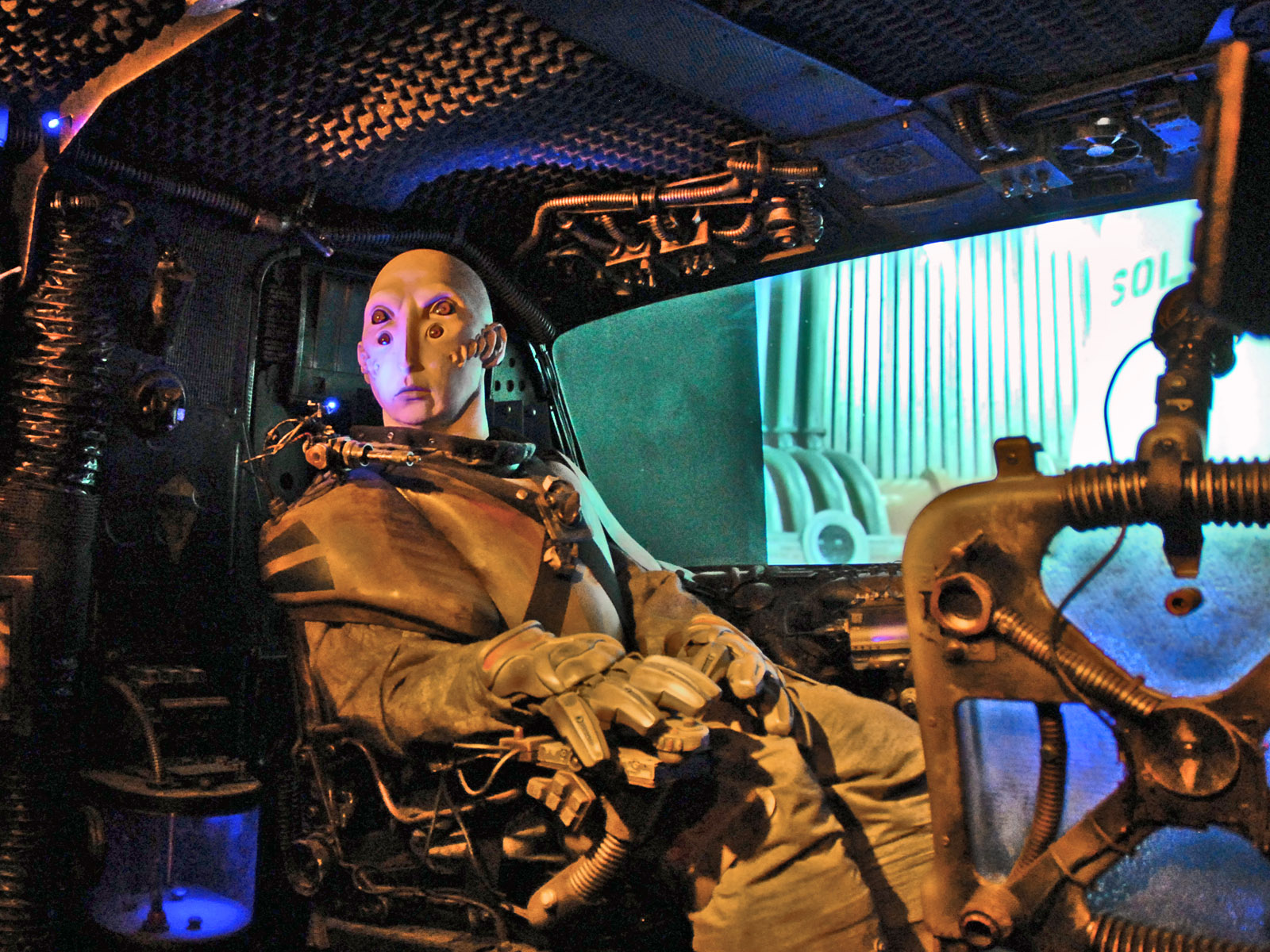
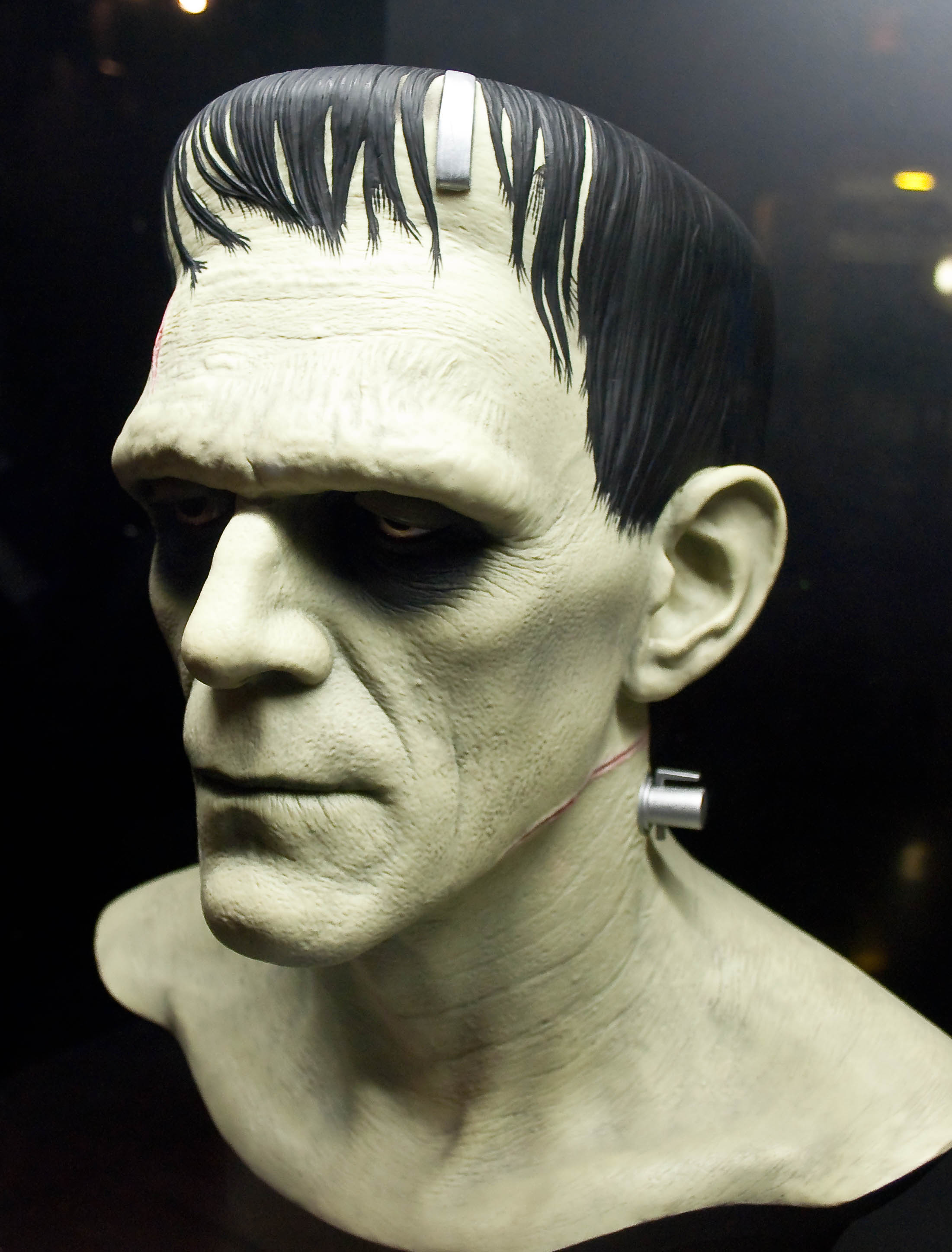
鲍里斯·卡洛夫半身像造型在1930年代电影弗兰肯斯坦的怪物
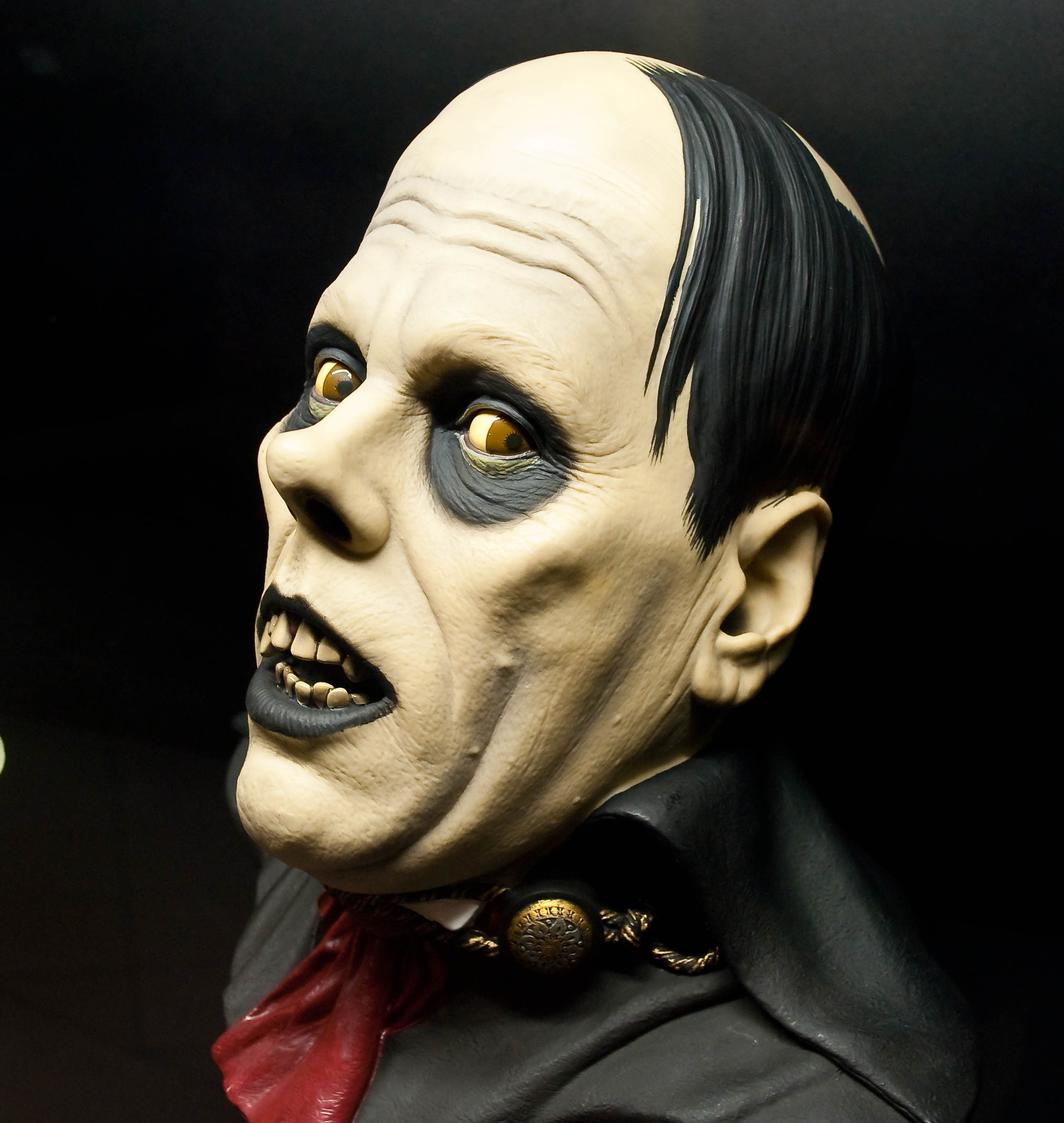
朗·钱尼半身像造型在1920年代电影艾瑞克 (歌剧魅影)